# 브레이즈

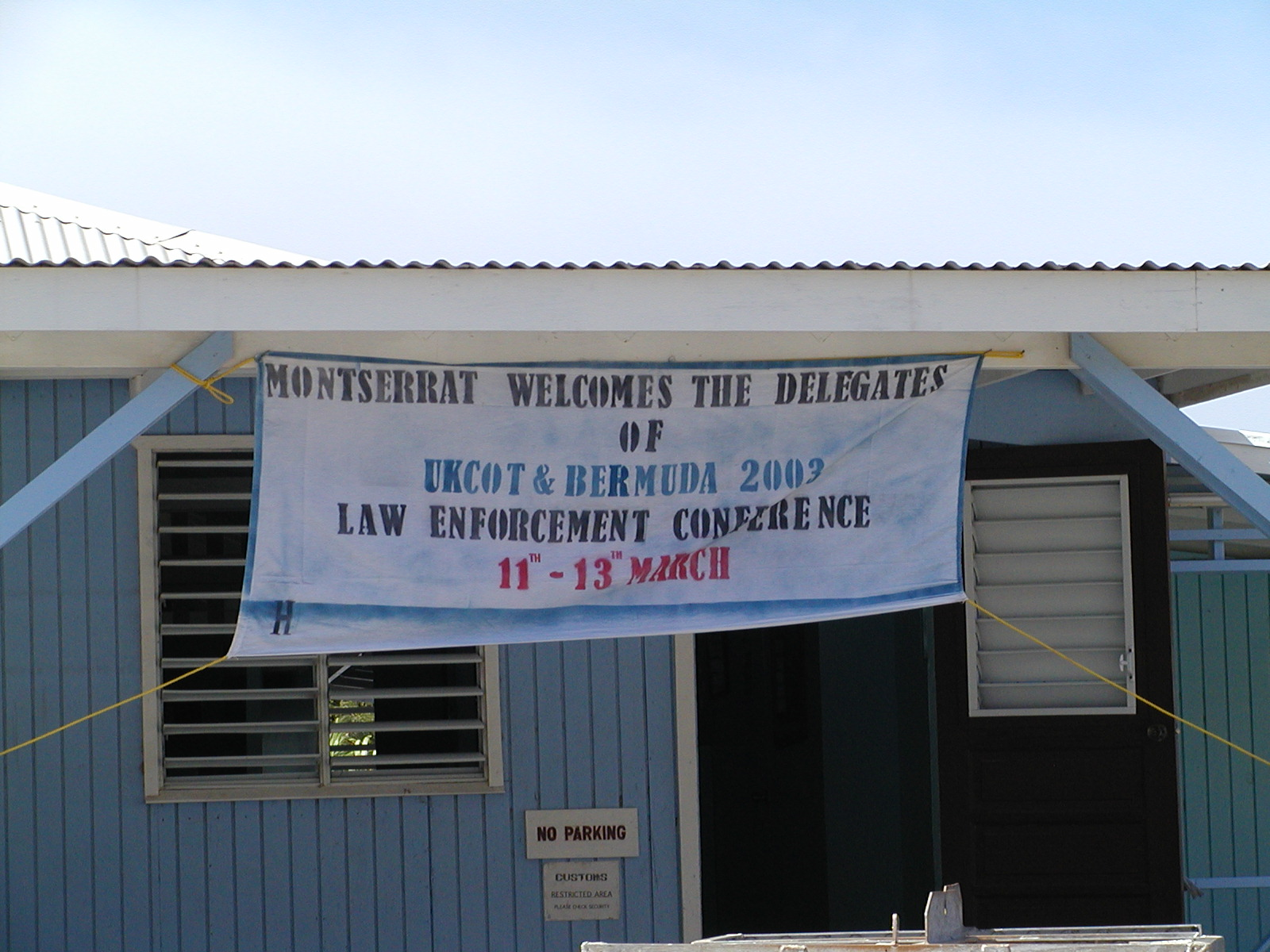

브레이즈(Brades, 브레이즈이스테이트(Brades Estate))는 영국의 속령 몬트세랫에 위치한 작은 마을이다. 몬트세랫 북서부에 위치하며 인구는 약 1,000명 정도로 추산된다.
브레이즈는 영국의 속령 몬트세랫에 위치한 작은 마을이다. 몬트세랫 북서부에 위치하며 인구는 약 1,000명 정도로 추산된다. 몬트세랫의 정식 수도는 플리머스이지만 1995년과 1997년 플리머스 부근에 위치한 화산인 수프리에르힐스가 폭발하면서 파괴되었다.